# Bonfinópolis
Bonfinópolis este un oraș în Goiás (GO), Brazilia.